# Individualismo metodologico
(Ludwig von Mises)
Per Individualismo metodologico si intende una corrente di pensiero secondo la quale ogni fenomeno è riconducibile ad un'azione individuale. I fenomeni della società e le istituzioni vanno pertanto analizzati come insieme di azioni individuali. È importante far notare che l'individualismo metodologico non comporta il supporto dell'individualismo politico, sebbene sostenitori dell'individualismo metodologico si opposero con forza al collettivismo.

## Scienze sociali
L'individualismo metodologico si oppone alla visione secondo la quale la collettività sarebbe un ente autonomo in grado di prendere decisioni, e sostiene che le scienze sociali debbano basare le loro teorie sull'azione individuale. Per via di tali posizioni i sostenitori dell'individualismo metodologico si sono sempre trovati in contrapposizione alle scuole strutturalistiche e storicistiche, ed hanno sempre criticato concetti come classe sociale, ruolo di genere, etnia, nel ruolo di determinanti del comportamento individuale.

### Economia
L'individualismo metodologico gioca un ruolo essenziale nella moderna economia neoclassica, che generalmente analizza le azioni collettive in termini di razionalità (massimizzazione del proprio benessere). Questa concezione è alla base del cosiddetto Homo economicus. 
Possiamo trovare numerosi storici sostenitori dell'individualismo metodologico in campo economico:
- Joseph Schumpeter
- Friedrich von Hayek
- Ludwig von Mises
- Carl Menger

### Sociologia
In sociologia Jon Elster è famoso per sostenere la seguente posizione: “L'unità elementare della vita sociale è l'azione umana (individuale). Per spiegare le istituzioni e i cambiamenti sociali è necessario mostrare come si presentano in seguito alle interazioni e le azioni degli individui. Questa visione, spesso denominata individualismo metodologico, secondo il mio parere è banalmente vera”
L'individualismo metodologico non è un argomento a favore dell'individualismo politico. Questa era la posizione di Max Weber, che all'inizio del ventesimo secolo sostenne che se un regime comunista fosse dovuto emergere stabilmente avrebbe dovuto essere analizzato secondo i principi dell'individualismo metodologico. Tuttavia, il connubio tra l'individualismo metodologico e politico (i.e., liberalismo classico) è diventato comune, sia da sostenitori che oppositori dell'individualismo.
Tra i sostenitori delle posizioni dell'individualismo metodologico vi sono celebri sociologi:
- Raymond Boudon
- Max Weber
- Jon Elster
- Alfred Schütz